# 이나부정
이나부정(稲武町)은 아이치현 기타시타라군·히가시카모군에 설치되었던 정이다.  
1940년에 이나바시 촌과 다케쓰 촌이 합병해 성립했다.전신 2촌에서 한 자씩 딴 것이 마을 이름의 유래이다. 성립 시에는 기타시타라군에 속했으나 2003년 히가시카모군으로 변경되었고, 2년 후인 2005년 4월 1일에는 주변 5정촌과 함께 도요타시로 편입되었다.

## 지리
아이치 현의 북동단에 위치하고 아이치 현·나가노 현·기후 현과의 3현 경계 부근에 위치한다. 미노미카와 고원에 속하며 정역의 대부분을 산지가 차지한다. 정산에는 면나무 풍력 발전소가 설치되어 있다.

## 역사
- 1940년 5월 10일 - 이나하시촌, 부세쓰촌이 합병해 이나부정이 성립하였다.
- 2005년 4월 1일 - 니시카모군 후지오카정, 오바라촌, 히가시카모군 아스케정, 시모야마촌, 아사히정과 함께 도요타시에 편입되었다가,  국정 선거의 소선거구는 아이치 14구의 채로 고정되었다.
- 2022년 6월16일 - 소선거구 구분 재검토에 의해 구분이 변경되어 기존의 아이치14구에서 분리되어 구 도요타 시가 속해 있던 아이치11구에 편입되었다. 2005년에 같이 합병하고 있던 다른 시정촌은 합병 당초보다 아이치 11구였지만, 구 이나부정만은 오랫동안 아이치 14구 그대로였다.새로운 구 배정은 다음 선거부터 적용된다.

## 교통

### 도로
- 국도 153호선
- 국도 257호선